# Пом Пом (фильм)
«Пом Пом» (иер. трад. 神勇雙響炮, упр. 神勇双响炮, кант.-рус.: Сань юн сён хён пау, англ. Pom Pom) — комедийный боевик о двух гонконгских детективах. В главных ролях Ричард Ын и Джон Шам.

## Сюжет
Чау и Бетховен — два гонконгских детектива, которые пытаются засадить наркобарона Ша, но их неумелость угрожает пустить дело под откос. Полиции хорошо известно, что господин Ша является боссом преступного синдиката и незаконного оборота наркотиков, и что он держит все подробности своей преступной операции в книге, которая хранится у его любовницы. Когда Бетховен и Чау занимаются расследованием, они находят любовницу Ша мёртвой, и случайно стирают отпечатки пальцев на месте преступления. К счастью, им помогает их коллега, инспектор Анна, которая нравится Чау. Наконец двое полицейских арестовывают преступную банду и мгновенно становятся героями.

## В ролях
- Ричард Ын[англ.] — Ын Ачхау
- Джон Шам — Бетховен
- Дини Ип — Анна
- Филип Чань[англ.] — инспектор Чань
- Тхай Поу[кит.] — зять Мань
- Чун Фат[кит.] — Коломбо
- Тхинь Чёнь — главный инспектор
- Питер Чань — мистер Ша